# Spaniocentra tridens
Spaniocentra tridens là một loài bướm đêm trong họ Geometridae.